# Bohdan Wessolowskyj
Bohdan Wessolowskyj (ukrainisch Богдан Весоловський, englische Transkription: Bohdan Vesolovsky; 30. Mai 1915 in Wien – 17. Dezember 1971 in Montreal) war ein ukrainischer Komponist, Sänger und Akkordeonist. Er ging als Komponist von Unterhaltungs-/Popularmusik in die Musik-Geschichte Lembergs ein.

## Leben und Wirken
Bohdan Ostapowytsch Wessolowskyj war der Sohn von Ostap Wessolowskyj (1872–1929) und Marija Ochrymowytsch (1884–1948). Nach dem Ersten Weltkrieg zog die Familie nach Stryj in die Westukraine, die damals zu Polen gehörte. Es folgte ein Jurastudium an der Rechtsfakultät der Universität Lemberg und an der nationale Musikakademie Mykola Lyssenko Lemberg. Zudem absolvierte er später nach seiner Übersiedelung nach Wien die dortige Konsularakademie. Er beherrschte mehrere Fremdsprachen.
Im Alter von 16 Jahren begann Wessolowskyi mit dem Komponieren. In den 1920er Jahren dominierte in der von Polen regierten Westukraine die polnische Unterhaltungsmusik, in Lemberg spielten hauptsächlich polnische Jazzbands. Die traditionelle und nostalgische ukrainische Musik empfanden die Jugendlichen, die sich mehr und mehr an der westlichen Kultur orientierten, als nicht mehr zeitgemäß, und wünschten sich eine Anpassung an die westliche Popularmusik mit neuen Liedern in ukrainischer Sprache.
Während seines Studiums wurde Wessolowskyi in den 1930er Jahren als Pianist, Akkordeonist und Komponist Mitglied der damals beliebten und erfolgreichen Jablonsky-Jazzband Jabzo-Jazz mit dem Geiger Leonid Jablonskyj (Jabz), dem Akkordeonisten Anatolij Kos-Anatolskyj und der Solistin Iryna Jarosiewicz. Für diese Band schrieb er im Alter von 22 Jahre eines seiner populärsten Lieder – Прийде ще час („Es wird eine Zeit kommen“), das zu einem Hit wurde. Bereits durch seine ersten Werke erlangte er Bekanntheit. Die Band spielte insbesondere auf Partys der Lemberger Jugend, auf Firmen- und Pressebällen sowie auf Veranstaltungen von Berufsverbänden, wobei sie sich teilweise in Kooperation mit anderen Bands zu einem größeren Orchester formierte. Die Band bestand bis ins Jahr 1938.
Nach seinem Studienabschluss fuhr Wessolowskyj im Dezember 1938 nach Transkarpatien, um dort an der Entwicklung der autonomen Karpatenukraine mitzuwirken. Nach der Niederlage der Karpaten-Sitsch im Jahr 1939 wanderte er nach Wien aus und arbeitete dort während des Zweiten Weltkriegs gemeinsam mit dem Komponisten Andrij Hnatyschyn an den Noten ukrainischer Volkslieder für den Verlag von Borys Tyschtschenko.
Im Jahr 1949 übersiedelte Wessolowskyi mit Frau und Kindern nach Kanada. Dort arbeitete er in der ukrainischen Redaktion von Radio Canada International in Montreal und produzierte unter anderem Revuen, die auch nostalgische Lieder aus seiner ukrainischen Heimat beinhalteten. In den späten 1960er Jahren besuchte er die Ukraine im Rahmen eines kanadisch-sowjetischen Austauschs, wobei er in Lemberg Verwandte und das Taras-Schewtschenko-Grabmal in Kaniw.
Bohdan Wessolowskyi starb am 17. Dezember 1971 in Kanada. Zwanzig Jahre später ließ seine Witwe die Asche gemäß seinem letzten Willen im Familiengrab in Stryi beisetzen.

## Familie
Wessolowskyj heiratete im Februar 1941 Olena geb. Salisnjak (geb. 1917). Sohn Ostap wurde 1941 geboren, Sohn Jurij 1944.

## Kompositorisches Werk
Wessolowskyj schuf über 130 Werke. Während seiner ersten Schaffensperiode in Lemberg schrieb er insbesondere Tangos, Foxtrotts und langsame Walzer. Inhalt der Texte war überwiegend Liebeslyrik. In den folgenden Jahren erhielten seine Lieder eine patriotische Prägung (Лети, тужлива пісне – „Flieg davon, wehmütiges Lied“ und Чар карпатських гір – „Der Charme der Karpaten“).
Seine Lieder wurden in Kanada auf Schallplatten veröffentlicht. 1998 erschien eine CD mit einer Aufnahme von 15 Liedern, gesungen von Ostap Soritsch. Es wurden 4 Videobänder mit den Erinnerungen von Wessolowskyis Ehefrau produziert, mit deren Beteiligung 2001 eine erste Sammlung mit 56 Liedern veröffentlicht wurde.
Auch in der Ukraine wurden Wessolowskyis Werke gespielt, allerdings als „Werke eines unbekannten Autors“. Ende der 1980er wurden seine Lieder von der Lviv Retro Band live aufgeführt. Später nahm Oleh Skrypka zwei Alben in der Ukraine auf: Серце у мене вразливе  „Mein Herz ist verletzlich“ (2009) und Жоржина – „Dahlien“ (2011).
Wessolowskyjs Musik wurde als Untermalung von Yuriy Lukanows Dokumentarfilm Try ljubovi Stepana Bandery (engl. Three Loves of Stepan Bandera) verwendet.